# Carhenge

Willkommensschild

Carhenge, 2012

Carhenge (englisch car ‚Auto‘, -henge von Stonehenge) ist ein Kunstwerk in der Nähe der US-amerikanischen Stadt Alliance, Nebraska, dem die jungsteinzeitlichen Megalithkreise von Stonehenge als Vorbild dienten.
Das Projekt von Jim Reinders wurde noch vor der Sommersonnenwende des Jahres 1987 eingeweiht und ist mittlerweile so bekannt, dass im Sommer 2006 ein Besucherzentrum eröffnet wurde.
Carhenge besteht statt aus Steinen aus amerikanischen Autos, die mit grauer Farbe besprüht sind. Die 38 Oldtimer wurden in einem Kreis von 29 Metern Durchmesser aufgestellt. Einige Autos wurden senkrecht aufgestellt, 1,5 Meter tief im Boden verankert und zum Teil über waagerecht aufliegende Autos miteinander verschweißt. Als Pendant zum Heel Stone dient ein Cadillac aus dem Jahr 1962.
Drei Autos wurden vergraben und ein Auto als Grabstein dazugestellt, auf dem steht:

“Here lie three bones of foreign cars. They served our purpose while Detroit slept. Now Detroit is awake and America’s great!”

„Hier liegen drei Gebeine ausländischer Autos. Sie erfüllten ihren Dienst, während Detroit schlief. Jetzt ist Detroit aufgewacht und Amerika ist groß!“

Bildergalerie – Carhenge 2019